# Gerda Gratzer
Gerda Gratzer (* 1963 in Döbriach, Kärnten) ist eine österreichische Schauspielerin und Theaterregisseurin. Sie arbeitet zudem als systemischer Coach und Fortbildnerin.

## Leben

### Ausbildung
Gratzer schloss zunächst ein Studium in Musikwissenschaften und Ethnologie an der Karl-Franzens-Universität Graz und der Paris-Lodron-Universität Salzburg ab, widmete sich dann künstlerischen Studien in Chorleitung und Orgel in Salzburg. Sie machte weiters eine Schauspielausbildung, die sie mit der Staatlichen Schauspielprüfung vor der Paritätischen Kommission, Wien beendete. Gratzer absolvierte außerdem den universitären Diplomlehrgang „Kulturmanagement“ (Universität Linz).

### Theaterarbeiten
Professionelle Theaterarbeit betrieb sie mit dem litauischen Regisseur Arturas Valudskis. Gratzer war an der Gründung des Theaters Panoptikum und der Realisierung von 18 Produktionen als Projektleiterin und Schauspielerin beteiligt. Gratzer trat seit der Gründung des Theaters in allen Produktionen des Theaters Panoptikum seit 1994 auf. Mit Valudskis erarbeitete sie teilweise die Übersetzungen der Theaterstücke, so 2010 für die Jubiläums-Produktion Jeder nur in seiner Welt zum 15-jährigen Bestehen des Theaters. Sie war weiters Schauspielerin in den Theaterensembles Theater F.O.C.U.S.S. (seit 2004), Taka-Tuka Theater für Kinder, Theater Ecce, Theater Transit. Sie war außerdem Mitbegründerin des Theater F.O.C.U.S.S. in Salzburg.
Im November/Dezember 2005 spielte sie beim Salzburger Theater ecce die Rollen der Pulcheria Raskolnikowa und der Aljona Iwanowna in einer Bühnenfassung von Schuld und Sühne, einer Produktion, in der Schauspieler aus fünf verschiedenen Ländern gemeinsam auftraten. Die Aufführung wurde unter anderem vom Österreichischen Rundfunk, in den Salzburger Nachrichten, der Salzburger Volkszeitung und den Oberösterreichischen Nachrichten besprochen. 2007 gastierte sie mit dem Theater Panoptikum bei der Neuen Bühne Villach in dem Zwei-Personen-Stück Die Wand. 2009 spielte sie beim Theater Panoptikum in einer Inszenierung von Arturas Valudskis in der Bühnenfassung der Geschichte Das flüchtige Zimmer von Gert Jonke am Kleinen Theater in Salzburg. 2009 war sie beim Theater F.O.C.U.S.S. für das Theaterstück Spielwiese, zwei im Quadrat des katalanischen Autos Sergi Belbel für Regie und Stückentwicklung verantwortlich. 2010 gastierte sie mit dem Theater Transit mit dem Theaterstück Zwischendurchatmen im Kleinen Theater in Salzburg.

### Kulturmanagement
Gratzer arbeitete in der Geschäftsführung der Landesausstellung Salzburg Musikanimation „Unterwegs zu Mozart“ (1991), des Landes-Jugend-Musikwettbewerbes „Prima la musica“ Salzburg (1995–1997) und hatte die Künstlerische Leitung der Internationalen Musikwochen Millstatt (1997–2001) inne. Von 1995 bis 2013 war sie Projektleiterin des Theaters Panoptikum. Seit 2014 hat sie die Projektleitung des Theater der freien Elemente (Salzburg).
Sie hatte weiterhin die Geschäftsführung des Landes-Jugend-Musikwettbewerbes „Prima la musica“ Salzburg (1995–1997) und die Geschäftsführung der Musikanimation „Unterwegs zu Mozart“ im Rahmen der Salzburger Landesausstellung „Mozart – Bilder und Klänge“ (1991) inne.
2006 setzte sie sich in einem Offenen Brief des Dachverbandes Salzburger Kulturstätten gemeinsam mit weiteren „bekannten Persönlichkeiten der Salzburger Theaterszene“ für den Erhalt und die finanzielle Förderung des Kleinen Theaters in Salzburg ein.

### Systemisches Coaching
Gratzer schloss 2013 die vierjährige Ausbildung zur systemischen Beraterin (Systemische Strukturaufstellungsarbeit) bei Matthias Varga von Kibéd und Insa Sparrer (SySt Institut, München) ab. Sie arbeitet als Einzel- und Teamcoach.

### Privates
Gerda Gratzer lebt mit ihrem Mann Wolfgang Gratzer in Salzburg und ist Mutter dreier Kinder.